# Agriculture en Estonie

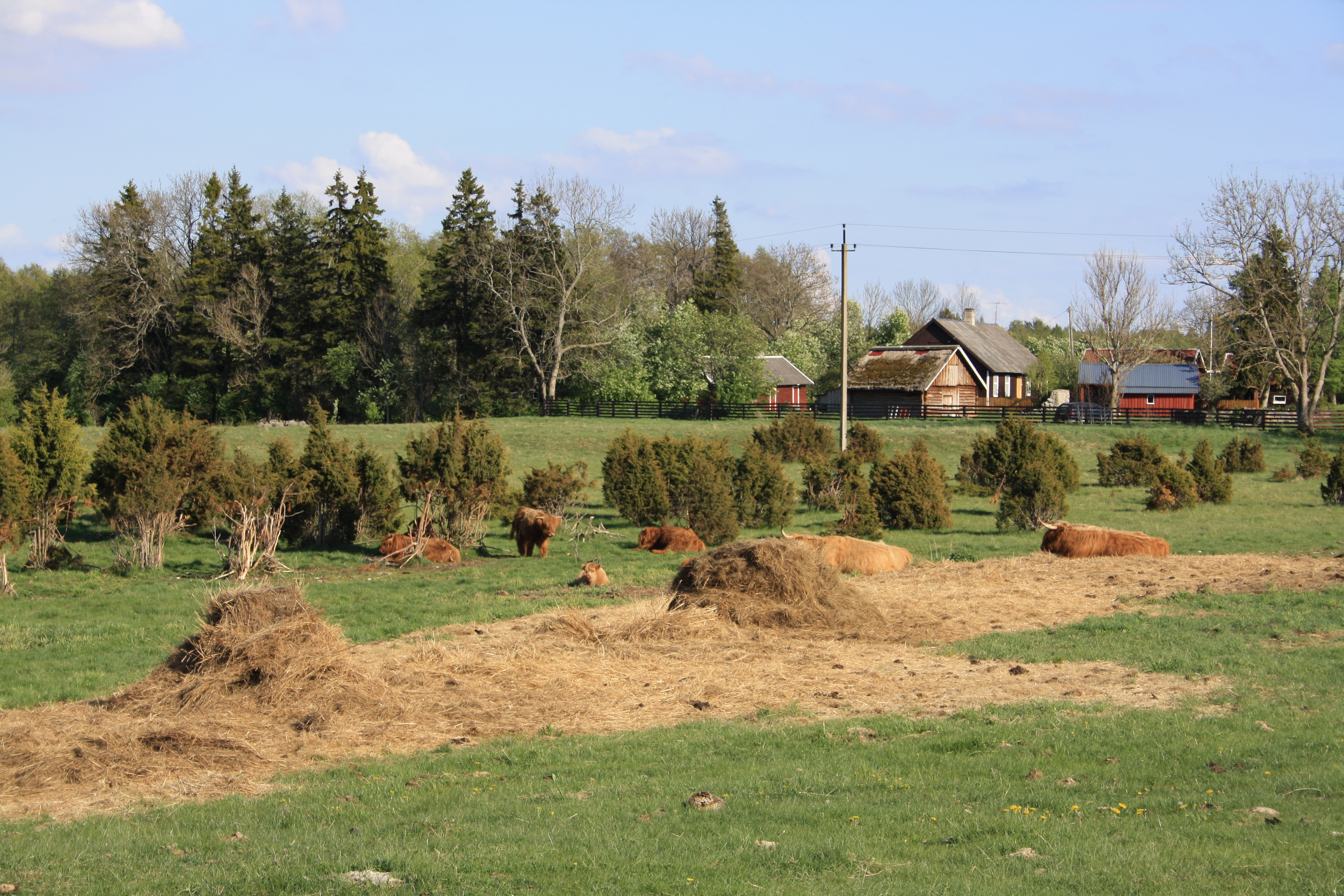
Un élevage bovin et une ferme dans l'île de Vormsi

L'agriculture de l'Estonie a comme le reste des activités économiques du pays subi une crise importante à la suite de la chute de l'URSS.

## La période soviétique
En 1991, environ 12 % de la population active était employée dans l'agriculture, produisant 15,4 % du PIB de l'Estonie. L'Estonie a alors 1,3 million d'hectares de terres agricoles, donc près de 1 million d'hectares arables. Pendant l'ère soviétique, les terres arables ont diminué de près de 405 000 hectares, devenant des zones forestières. En 1990, il y avait 221 kolkhozes et 117 sovkhozes, avec une moyenne de 350 à 400 travailleurs chacun. Le cheptel moyen par exploitation était d'environ 1 900 bovins et de 2 500 porcs. L'Estonie a été un exportateur net de viande et de lait pour les autres républiques soviétiques. Mais cette production de viande, a nécessité des importations massives de céréales fourragères provenant de la Russie. Ce qui a fragilisé leur secteur à la chute de l'URRS quand les échanges bilatéraux se sont distandus. Bien que la superficie totale des cultures de plein champ a augmenté au début des années 1990, la production totale et le rendement moyen a chuté lors l'indépendance.

## La réforme

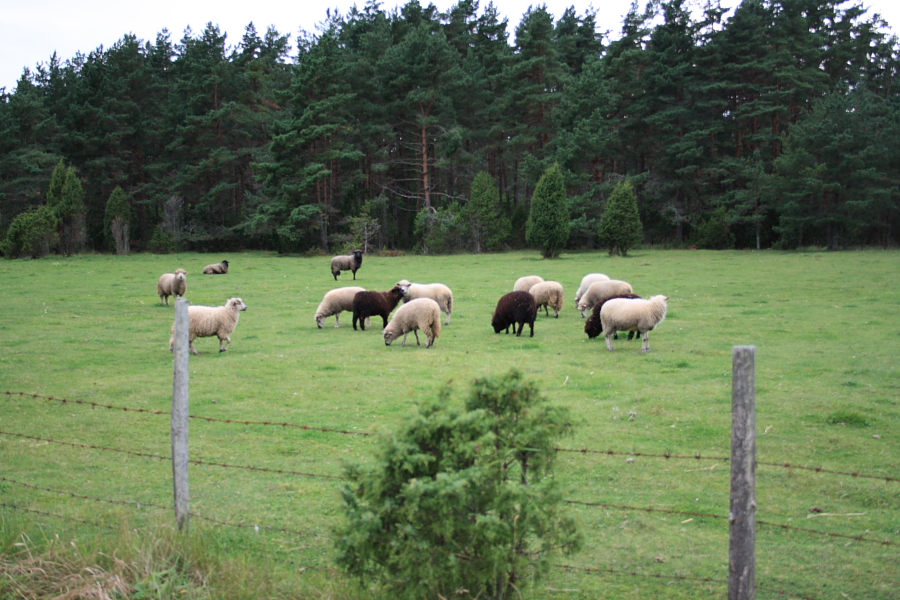
Un élevage ovin dans l'île de Hiiumaa

La réforme agraire de l'Estonie a commencé en décembre 1989 avec l'adoption de la loi sur l'agriculture privée. La loi permet aux travailleurs des exploitations collectives d'avoir à titre personnel jusqu'à cinquante hectares de terres, qui appartenait à ces exploitations collectives. Ces terres ne pouvant pas être vendues ou achetées en dehors des cas d'héritages. L'objectif de la réforme était de stimuler la production et d'aider à la mise en place d'une agriculture privée et familiale. Six mois après sa mise en œuvre, près de 2 000 exploitations agricoles ont été constituées et plusieurs milliers de dossiers étaient en attente. Un an plus tard, ce sont plus de 3 500 exploitations privées qui étaient en activité et à partir d'octobre 1991, les agriculteurs ont été autorisés à posséder leurs terres. Le nombre d'exploitations privées est passé à 7 200 au début de 1992 et en 1993, un total de 8 781 exploitations privées ont été créées, couvrant environ 225 000 hectares, soit un quart des terres arables de l'Estonie.
Avec l'introduction de l'agriculture privée, de nombreuses exploitations agricoles collectives ont périclité. Un certain nombre d'exploitations ont été réorganisées en coopératives. Sur le long terme, le gouvernement avait prévu que se crée environ 40 000 à 60 000 exploitations agricoles privées ayant en moyenne 50 hectares. 
Une enquête menée en 1993 par le bureau estonien de la statistique a indiqué que près de 80 % de toutes les pommes de terre consommées par les Estoniens, ont été produites dans le cadre privé ou familial. 30 % des œufs ont été produits en dehors du marché ainsi que 71,5 % du jus. Dans l'ensemble, les Estoniens consomment plus de 20 % de leur alimentation hors du secteur marchand par l'intermédiaire de la production de leurs proches.

## Sylviculture
L'Estonie compte 1,8 million d'hectares de forêt représentant un capital de 274 millions de mètres cubes de bois. L'industrie du bois représente elle environ 9 % de la production industrielle du pays en 1992.

## Pêche
L'industrie de la pêche, avec environ 230 navires, dont 90 navires de haute mer, a été rentable mais elle exploitait les ressources halieutiques des eaux internationales. Une part importante des exportations de nourritures de l'Estonie est composée de poissons et de ces produits dérivés. En 1992, quelque 131 000 tonnes de poissons ont ainsi été capturés.

### Sources
- (en) Cet article est partiellement ou en totalité issu de l’article de Wikipédia en anglais intitulé « Agriculture in Estonia » (voir la liste des auteurs).